# 8-я танковая бригада
8-я отдельная танковая бригада — отдельная танковая бригада Красной армии (РККА) ВС СССР, в годы Великой Отечественной войны.
Сокращённое наименование — 8 отбр.
Период боевых действий (с составе действующих армии и флоте): с 24 сентября 1941 года по 11 января 1942 года.

## История формирования
8-я отдельная танковая бригада сформирована на основании директивы заместителя НКО СССР № 725373сс, от 14 сентября 1941 года. Формирование бригады проходило в Московском автобронетанковом центре в военном лагере Костерёво Московской области с 31 августа по 14 сентября 1941 года, по штатам отдельной танковой бригады № 010/75 — 010/83 от 23 августа 1941 года. Бригада была укомплектована из оставшихся подразделений 32-й танковой дивизии. Её ядром стали командные кадры бывшего 63-го танкового полка.
Танки КВ бригада получила из Ленинграда, их экипажи были укомплектованы первыми рабочими-добровольцами Ленинградского завода имени Кирова, танки Т-34, вместе с экипажами прибыли из Сталинграда.
Постановлением ГКО № 671сс от 13 сентября 1941 года предписывалось завершить формирование бригады к 16 сентября 1941 года в следующем составе: КВ-1 — 7 шт; Т-34 — 22 шт; Т-60 или БТ, или Т-26 — 32 шт; бронеавтомобилей — 15 шт.

На начало боевых действий на вооружении имела 61 основной танк, в том числе: 7 КВ, 22 Т-34 и 32 Т-40.

## Боевой путь бригады

Калининская оборонительная операция. Московская битва (1941—1942)

14 сентября полковник Ротмистров был назначен на должность командира 8-й танковой бригады. В конце сентября бригада была эшелоном переброшена на Северо-Западный фронт и вошла в состав 11-й армии.
8-й тп (1-й тб майор Дорожков, 2-й тб Баскаков) ранним утром выгрузился на ст. Валдай. В полку 61 танк, из них 7 КВ, 22 Т-34 и 32 легких Т-40.
Сходу вступила в бой за село Лужно. Затем до 13 октября вела бои на Демянском направлении.
В октябре бригада в составе танкового полка и мотострелкового батальона за сутки совершила марш в 250 километров от Валдая до Думаново и 14 октября подошла к деревне Старое Каликино под Калинином. Сосредоточившись на Ленинградском шоссе на участке Медное — Калинин наряду с другими соединениями из состава оперативной группы генерала Ватутина, 8-я танковая бригада в ходе Калининской оборонительной операции несколько дней вела бой с противником, занявшим город Калинин и пытавшимся через Медное — Торжок выйти в тыл войскам Северо-Западного фронта.
10 октября 1941 года 41-й моторизованный корпус 3-й танковой группы начал наступление на Калинин. За подвижными соединениями продвигались пехотные дивизии.
12 октября передовые моторизованные вражеские части подошли к Калинину.
16 октября 3-я танковая группа частью сил{16} начала наступление из Калинина в северо-западном направлении на Торжок, которое прикрывалось только 8-й танковой бригадой и мотоциклетным полком из состава группы генерала Н. Ф. Ватутина.
16 октября противник нанёс сильный удар из района железнодорожной станции Дорошиха на Николо-Малицу, в ходе которого была прорвана оборона 934-го стрелкового полка, и к исходу дня противник вышел в район Медного. Бригаде под командованием Ротмистрова было приказано выйти к Полустову, находящемуся в 8 км северо-западнее Медного, и не допустить дальнейшего продвижения противника на Торжок. При выполнении этой задачи, после прорыва части танков и мотоциклов противника к Марьино и захвата переправы через реку Логовеж, Ротмистров решил отвести бригаду в район Лихославля.
17 октября противник овладел Марьино, отбросив 8-ю танковую бригаду в район Лихославля.
За 16-17 октября бригада нанесла серьёзный урон противнику, уничтожив 22 танка, 8 бронемашин, 6 противотанковых орудий и до батальона пехоты.
В боевом донесении на имя генерал-полковника И. С. Конева Ротмистров так обосновывал своё решение:

«Сообщаю, 8 тбр 17.10 была атакована танковой дивизией противника при поддержке мотоциклистов и авиации, которая бомбила бригаду всё светлое время 17.10. Вследствие открытого моего правого фланга и превосходящих сил противнику удалось прорваться у с. Медное через р. Тверца и захватить вторую переправу у Марьино через р. Логовеж.
В силу сложившейся общей обстановки, общего отхода частей Красной Армии из этого района я произвел рокировку и сосредоточил бригаду в 12-15 км северо-восточнее Лихославля, в лесу, непосредственно восточнее Поторочкино».

Генерал-полковник Конев в телеграмме на имя генерал-лейтенанта Ватутина потребовал «Ротмистрова за невыполнение боевого приказа и самовольный уход с поля боя с бригадой арестовать и предать суду военного трибунала».
Генерал-лейтенант Ватутин, оценив обстановку и положение остальных соединений оперативной группы, потребовал от Ротмистрова:

«Немедленно, не теряя ни одного часа времени, вернуться в Лихославль, откуда совместно с частями 185 сд стремительно ударить на Медное, уничтожить прорвавшиеся группы противника, захватить Медное. Пора кончать с трусостью!»
Вскоре в составе Калининского фронта 8-я танковая бригада принимала участие в зимнем контрнаступлении советских войск под Москвой, отличившись при освобождении города Клин. В ходе наступления бригада прошла до Ржева.
11 января 1942 года за массовый героизм личного состава 8-я танковая бригада была преобразована в 3-ю гвардейскую танковую бригаду, а её командир полковник Ротмистров 5 мая был награждён орденом Ленина.

## Состав
- Управление бригады (штат № 010/75)
- Рота управления (штат № 010/76)
- Разведывательная рота (штат № 010/77)
- Моторизованный стрелково-пулемётный батальон (штат № 010/79)
- Отдельный зенитный артиллерийский дивизион (штат № 010/80)
- Ремонтно-восстановительная рота (штат № 010/81)
- Автотранспортная рота (штат № 010/82)
- Медико-санитарный взвод (штат № 010/83)
- 8-й танковый полк (штат № 010/87)

## В составе
| 01.09.1941 года | Московский военный округ |            |
| 01.10.1941 года | Северо-Западный фронт    | 11-я армия |
| 01.11.1941 года | Калининский фронт        | 29-я армия |
| 01.12.1941 года | Западный фронт           | 30-я армия |
| 01.01.1942 года | Калининский фронт        | 30-я армия |

## Командование бригады

### Командир бригады
- Ротмистров, Павел Алексеевич (14.09.1941 — 11.01.1942), полковник[9][10]

### Заместитель командира по строевой части
- Демидов, Иван Демидович (09.1941 — 11.01.1942), полковник[4][11]

### Военный комиссар бригады
- Шаталов Николай Васильевич[12] (16.09.1941 — 11.01.1942), полковой комиссар[13]

### Начальники штаба бригады
- Любецкий Михаил Антонович (14.09.1941 — 17.10.1941), майор;
- Краснов Аким Петрович (17.10.1941 — 11.01.1942), майор[14]

### Начальник политотдела
- Сидякин Иван Васильевич[15] (16.09.1941 — 11.01.1942), батальонный комиссар[13]